# Теорема Вайнберга о спиральности
Теорема Вайнберга о спиральности — утверждение о связи между видом неприводимого представления группы Лоренца безмассового поля и спиральностью его квантов. Доказана С. Вайнбергом в 1964 г.

## Формулировка
Если неприводимое безмассовое поле задаётся представлением группы Лоренца {\displaystyle (j_{1},j_{2})}, то кванты его – это безмассовые частицы спиральности {\displaystyle \lambda =j_{1}-j_{2}}.